# Traité de stylistique française
Il Traité de stylistique française è un'opera del linguista svizzero Charles Bally, pubblicato nel 1909 con le edizioni Winter, ad Heidelberg. 

## Tematiche
Attraverso questa opera, Bally analizza l'oggetto della stilistica. Questa non deve essere considerata come l'insieme delle caratteristiche che identificano uno scrittore nella realizzazione delle proprie opere, bensì come le risorse che una determinata lingua possiede. Il saggio analizza le affermazioni che, pur differendo per stile, hanno un significato similare. Bally distingue, così, due tipi di effetti: quello naturale, che dipende dallo stato emotivo del parlante e quello per evocazione, che va ad analizzare l'ambiente linguistico dove è cresciuto il parlante.